# فلسفة الإدراك

هل نرى ما هو حقا هناك؟ المنطقتين A وB في الصورة، والمستطيل الذي يربط بينهما، كلها تحمل نفس درجة الظل: عيوننا تقوم بـ"تصحيح" تلقائي لظل الاسطوانة.

فلسفة الإدراك تتعلق بطبيعة التجربة الإدراكية وحالة البيانات الإدراكية، ولا سيما كيفية ارتباطها بمعتقدات العالم أو بالمعرفة الخاصة به. أي حساب صريح من الإدراك يتطلب الالتزام لواحد من مجموعة متنوعة من الآراء الأنطولوجية أو الميتافيزيقية. يميز الفلاسفة الحسابات الداخلية، التي تفترض أن تصورات الأشياء، والمعرفة أو المعتقدات المتعلقة بها، هي جوانب من ذهن الفرد، والحسابات الخارجية، التي تنص على أنها تشكل جوانب حقيقية للعالم الخارجي للفرد. إن موقف الواقعية الساذجة—الانطباع «اليومي» للأشياء المادية التي تشكل ما ينظر إليه—يتعارض إلى حد ما مع حدوث الأوهام الإدراكية والهلوسة ونسبية التجربة الإدراكية فضلا عن رؤى معينة في العلم. والمفاهيم الواقعية تشمل الظاهراتية والواقعية المباشرة وغير المباشرة. والمفاهيم المناهضة للواقعية تشمل المثالية والشكوكية.

## فئات الإدراك

الوهم عند مولر-لير هو حالة مثالية من الوهم البصري تبين أن التصور هو أيضا مسألة الإدراك.

يمكننا تصنيف الإدراك أنه داخلي أو خارجي.
- إن الإدراك الداخلي (اسْتِقْبالُ الحِسِّ العَميق) يخبرنا بما يجري في أجسادنا؛ إحساسنا بأطرافنا، سواء كنا جالسين أو واقفين، وسواء كنا مكتئبين، أو جائعين، أو متعبين وهكذا دواليك.
- الإدراك الخارجي أو الحسي (إكستروسبشن)، يخبرنا عن العالم خارج أجسادنا. باستخدام حواسنا من البصر والسمع واللمس والشم والتذوق، ونحن نرى الألوان والأصوات والقوام، وما إلى ذلك من العالم بأسره. هناك مجموعة متزايدة من المعرفة لميكانيكا العمليات الحسية في علم النفس المعرفي.
- إن التصور الداخلي والخارجي المختلط (على سبيل المثال، العاطفة والمزاجية) يخبرنا بما يجري في أجسادنا وعن السبب المتصور لتصوراتنا الجسدية.

فلسفة الإدراك معنية بصورة أساسية بالإحساس الخارجي.

## الحسابات العلمية الإدراك
في حالة وضع شئ على مسافة معينة من مراقب فإنه سوف يعكس الضوء من الشمس (أو من مصدر اصطناعي) في جميع الاتجاهات، وبعضه سوف يقع على قرنية العينين حيث سيتم التركيز على كل شبكية العين، مكوناً صورة. يتم حل التفاوت بين الناتج الكهربائي من هاتين الصورتين المختلفتين قليلا إما على مستوى النواة الركبية الجانبية أو في جزء من القشرة البصرية تسمى 'V1'. تتم معالجة البيانات المحلولة كذلك في القشرة البصرية حيث أن بعض المناطق لديها وظائف متخصصة، على سبيل المثال V5 منطقة تشارك في نمذجة الحركة و V4 في إضافة اللون. والصورة الوحيدة الناتجة التي تعرض تقريرا يمثل التجربة تسمى «الإدراك». وتظهر الدراسات التي تحتوي على مشاهد سريعة التغير أن الإدراك المستمد من عمليات عديدة يحتوي على تأخيرات زمنية. وتظهر دراسات الرنين المغناطيسي الوظيفي الأخيرة أن الأحلام والتصورات وتصورات الأشياء مثل الوجوه يرافقها النشاط في العديد من نفس مناطق الدماغ كما تشارك مع البصر البدني. الصور التي تنبع من الحواس والصور التي تم إنشاؤها داخليا قد يكون لديها أنطولوجيا مشتركة في مستويات أعلى من المعالجة القشرية.
يتم تحليل الصوت في مدى من موجات الضغط التي يتم استشعارها عن طريق قوقعة الأذن. يتم الجمع بين البيانات من العينين والأذنين لتشكيل إدراك «مقيد وملزم». مشكلة كيفية إنتاج هذا، معروفة باسم مشكلة الإلزامية.
يتم تحليل الإدراك كعملية إدراكية حيث يتم استخدام معالجة المعلومات لنقل المعلومات إلى العقل حيث يتم ربطها بمعلومات أخرى. ويقترح بعض علماء النفس أن هذه المعالجة تؤدي إلى حالات ذهنية معينة (الادراكية) في حين أن البعض الآخر يتوخى مسار مباشر مرة أخرى إلى العالم الخارجي في شكل عمل (السلوك الراديكالي). وقد اقترح علماء السلوك مثل جون بي. واتسون وبي.إف. سكينر أن التصور يعمل إلى حد كبير كعملية بين التحفيز والاستجابة ولكن يلاحظ أن توصيف «شبح في آلة الدماغ» لجيلبرت رايل لا يزال يبدو موجودا. «الاعتراض على الحالات الداخلية ليس أنها غير موجودة، ولكنها ليست ذات صلة في تحليل وظيفي». هذا الرأي، الذي يعتقد أن التجربة هي نتيجة ثانوية عرضية لمعالجة المعلومات، والمعروفة باسم الظاهرة المصاحبة.
وخلافا للنهج السلوكي لفهم عناصر العمليات المعرفية، سعى علم النفس الغشتالتي (صُورَة مُتَكَامِلَة مِنْ الظَّوَاهِر الطَّبِيعِيَّة أوْ النَّفْسِيَّة) لفهم منظمتهم ككل، ودراسة الإدراك باعتباره عملية الشكل والأرض.

## الحسابات الفلسفية للإدراك

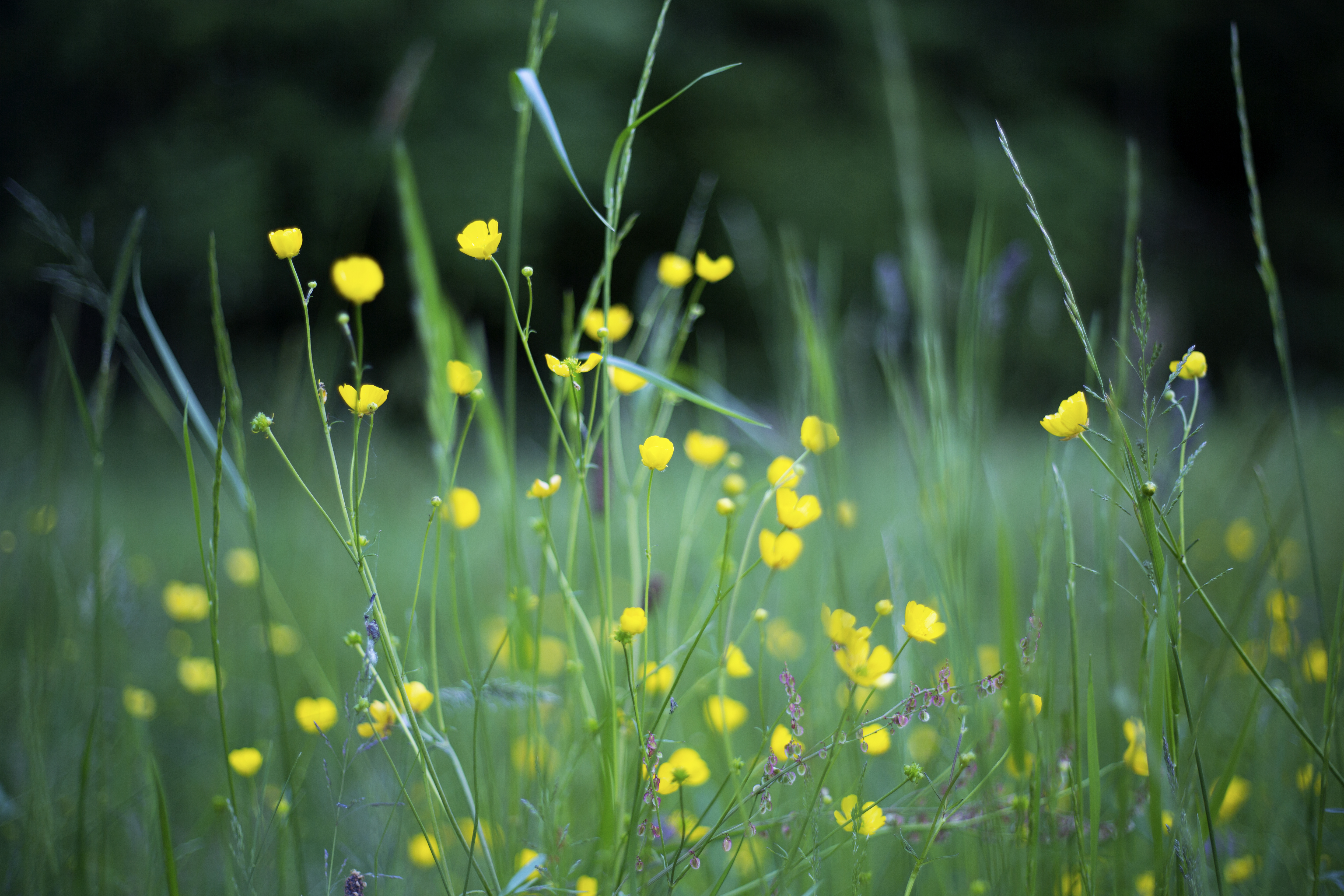
هل الألوان والأشكال موجودة في الطبيعة كما نراها؟

المشاكل الفلسفية الهامة مستمدة من نظرية المعرفة الإدراكية - كيف يمكننا اكتساب المعرفة عن طريق الإدراك - مثل مسألة طبيعة كواليا (حالات فردية من تجربة ذاتية واعية). في إطار الدراسة البيولوجية للإدراك الواقعية الساذجة غير صالحة للاستعمال. ومع ذلك، يتم الدفاع عن أشكال البيولوجيا الخارجية المعدلة من الواقعية الساذجة. قام توماس ريد، مؤسس المدرسة الإسكتلندية للإحساس المشترك، في القرن الثامن عشر، بصياغة فكرة أن الإحساس كان يتألف من مجموعة من عمليات نقل البيانات، لكنه أعلن أيضا أنه لا يزال هناك اتصال مباشر بين الإدراك والعالم. هذه الفكرة، تسمى الواقعية المباشرة، أصبحت مرة أخرى شعبية في السنوات الأخيرة مع صعود ما بعد الحداثة.
  تشير خلافة نقل البيانات المتضمنة في التصور إلى أن البيانات الحساسة متاحة بطريقة ما لموضوع الإدراك الذي هو الركيزة من الإدراك. الواقعية غير المباشرة، وجهة النظر التي عقدها جون لوك ونيقولا مالبرانش، تقترح أننا يمكننا فقط أن نكون على وعي بالتمثيل العقلي للأشياء. وعلى الرغم من أن هذا قد يعني انحدار لانهائي (متلقي داخل متلقي داخل متلقي...)، إلا أن الانحدار المحدود هو ممكن تماما. ويفترض أيضا أن الإدراك يرجع تماما إلى نقل البيانات ومعالجة المعلومات، وهو حجة يمكن تجنبها من خلال اقتراح أن الإدراك لا يعتمد كليا على نقل وإعادة ترتيب البيانات. هذا لا يزال ينطوي على القضايا الأنطولوجية الأساسية من النوع الذي أثاره ليبنيز، ولوك، وهيوم، ووايتهيد وغيرهم، والتي لا تزال معلقة وخاصة فيما يتعلق بمشكلة الإلزامية، ومسألة كيف أن مختلف التصورات (مثل اللون والمحيط في الرؤية) هي «ملزمة» لنفس الشئ عندما تتم معالجتها من قبل مناطق منفصلة من الدماغ.
والواقعية غير المباشرة (وجهات النظر التمثيلية) تقدم سرد لقضايا مثل المحتويات الإدراكية، وكواليا، والأحلام، والخيال، والهلوسة، والأوهام، وحل التنافس بين العينين، وحل التصور المتعدد، ونمذجة الحركة التي تسمح لنا بمشاهدة التلفاز، والأحاسيس التي تنتج عن تحفيز الدماغ المباشر، وتحديث الصورة الذهنية عن طريق رموش العيون وإحالة الأحداث إلى الوراء في الوقت المناسب. يجب على الواقعيين المباشرين إما أن يجادلوا بأن هذه التجارب لا تحدث أو يرفضوا تعريفها كمفاهيم.
 المثالية تقول أن الواقع يقتصر على الصفات العقلية في حين تشكك في قدرتنا على معرفة أي شيء خارج عقولنا. جورج بيركلي كان أحد أكثر مؤيدي المثالية تأثيرا، والذي أكد أن كل شيء كان عقليا أو يعتمد على العقل. مثالية بيركلي لديها فرعين رئيسيين، الظاهرية التي ينظر فيها للأحداث البدنية كنوع خاص من الحدث العقلي والمثالية الذاتية. ديفيد هيوم هو على الأرجح المؤيد الأكثر تأثيرا للشكوكية.
نظرية رابعة من الإدراك تعارض الواقعية الساذجة، اللافاعلية، يحاول إيجاد طريق وسط بين نظريات الواقعية المباشرة وغير المباشرة، مما يفترض أن الإدراك ينشأ نتيجة للتفاعل الديناميكي بين القدرات الحسية للكائنات وبيئتها. فبدلا من رؤية التصور كعملية سلبية تحددها تماما سمات عالم قائم بشكل مستقل، تقترح اللافاعلية أن الكائن الحي والبيئة يقترنان هيكليا ويشاركان في تحديدهما. جاءت النظرية بصورة رسمية لأول مرة من قبل فرانسيسكو فاريلا، وإيفان طومسون، وإليانور روزش في «العقل المتجسد».

## التمثيل المكاني

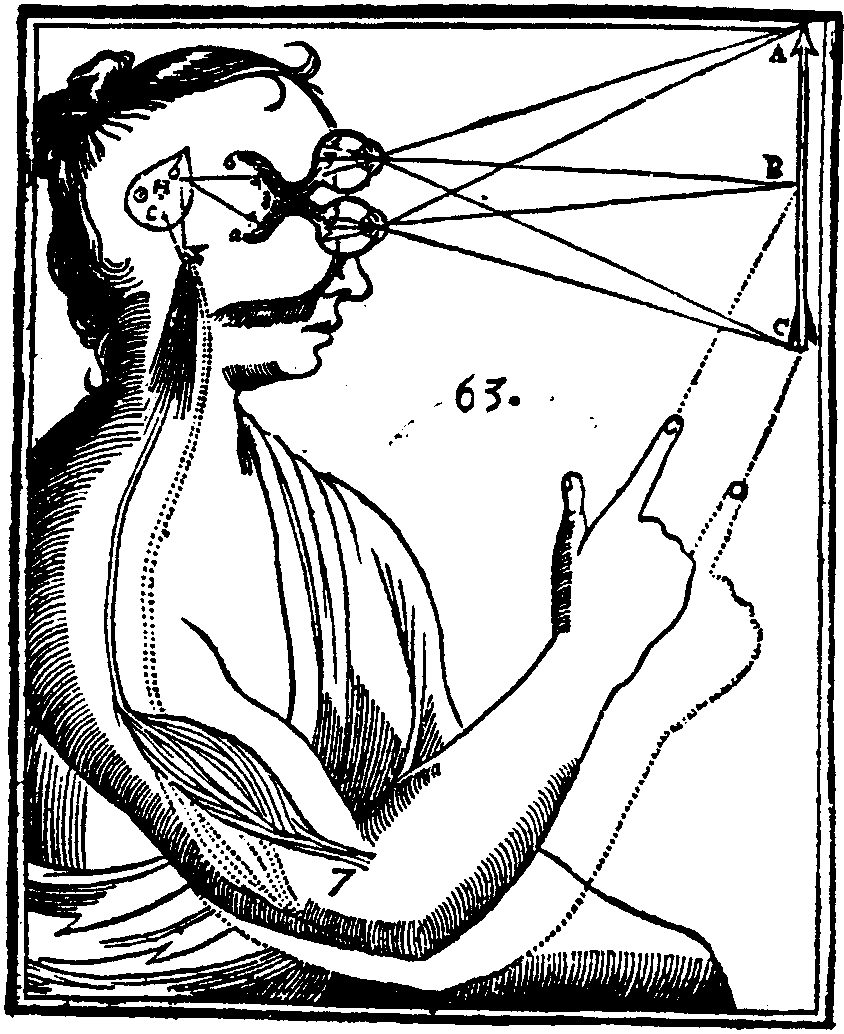
آلية الرؤية كما تظهر في رسمة لرينيه ديكارت

أحد جوانب التصور المشترك بين الواقعيين ومعادي الواقعية هو فكرة الفضاء الذهني أو الإدراكي. وذهب ديفيد هيوم إلى أن الأمور تبدو ممتدة لأن لها صفات اللون والصلابة. وجهة النظر الفلسفية الحديثة الشعبية هي أن الدماغ لا يمكن أن تحتوي على صور لذا شعورنا الخاص بالفضاء لابد أن يكون بسبب المساحة الفعلية التي تحتلها الأشياء المادية. ومع ذلك، كما لاحظ رينيه ديكارت، الفضاء الإدراكي له هندسة إسقاطية، والأشياء في داخلها تظهر كما لو أنها ينظر إليها من نقطة. كانت ظاهرة المنظور تدرس بعناية من قبل الفنانين والمهندسين المعماريين في عصر النهضة، الذين اعتمدوا بشكل رئيسي على متعددي جوانب الثقافة في القرن الحادي عشر، الحسن ابن الهيثم، الذي أكد على وضوح المساحة الإدراكية في إسقاطات الهيكلة الهندسية. علماء الرياضيات يعرفون الآن العديد من أنواع الهندسة الإسقاطية مثل مساحة مينكوسكي المعقدة التي قد تصف تخطيط الأشياء في الإدراك (انظر بيترز (2000))، وقد برز أيضا أن أجزاء من الدماغ تحتوي على أنماط من النشاط الكهربائي التي تتوافق بشكل وثيق مع تخطيط صورة الشبكية (وهذا ما يعرف باسم ريتينوتوبي). كيف أو ما إذا كانت هذه ستصبح تجربة واعية لا يزال مجهولا (انظر مكجين (1995)).